# Andrei Cobeț
Andrei Cobeț (Tiraspol, 3 gennaio 1997) è un calciatore moldavo, attaccante dello Slavija-Mazyr.

## Carriera

### Club
Cresciuto nel settore giovanile dello Sheriff Tiraspol, esordisce a livello professionistico proprio con la squadra della Transnistria, vincendo anche un campionato nel 2018. Nei due anni successivi, gioca per la Dinamo-Auto. Per tutto il 2021 gioca invece per il Florești.
Nel gennaio del 2022, passa alla formazione bielorussa dello Slavija-Mazyr.

### Nazionale
Ha giocato nelle selezioni giovanili moldave Under-17 e Under-19.
Nel giugno del 2022 arriva il suo esordio in nazionale maggiore, in un match di Nations League contro la Lettonia, perso per 4-2.

## Palmarès

### Club

#### Competizioni nazionali
- Campionato moldavo: 1

Sheriff Tiraspol: 2018